# Jihad, le plus grand combat est contre soi-même
Jihad, le plus grand combat est contre soi-même è il secondo album del rapper francese Médine, pubblicato il 10 gennaio 2005 per l'etichetta Din Records.

## Tracce
1. Premier sang – 2:21
2. Médine – 3:54
3. Écoutes – 4:37
4. Enfant du destin (Petit Cheval) – 4:22
5. Ennemi d'État (feat. Bakar) – 3:30
6. Besoin de résolution – 3:25
7. Combat de femme – 4:02
8. Qui veut la paix (feat. Ness & Cité) – 4:25
9. Du Panjshir à Harlem – 7:11
10. Victory – 3:00
11. Poussière de guerre (feat. Lino) – 4:18
12. Entre loups – 3:47
13. Jihad – 4:56

Durata totale: 53:48